# بورتون س. غراي
بورتون س. غراي (بالإنجليزية: Burton C. Gray)‏ هو اقتصادي أمريكي، ولد في 1 أبريل 1941 في وينستون-سالم في الولايات المتحدة، وتوفي في 27 أكتوبر 1989 في أتلانتا في الولايات المتحدة.